# Norbert Orobitg i Carné
Norbert Orobitg i Carné (Tàrrega, 15 de juny de 1915 - Lleida, 23 de setembre 1995), fou un professor, pintor i escriptor català.

## Biografia
L'any 1930 ingressa al Modern Liceu de Tàrrega i segueix estudis de Peritatge Mercantil i de Magisteri.
S'afilià a les Joventuts d'Estat Català. Conjuntament amb altres estudiants com ara Manuel de Pedrolo, Lordà, Màrius Amigó, Pané, Foguet, Majoral i Jaume Anglí, organitzaren la Unió d'Estudis Targarins, editora de la revista Ressó.
Durant el curs 1934-1935, el fet d'haver-se afiliat a la FETE (Federació Espanyola de Treballadors de l'Ensenyança), de la UGT, el deixà sense poder exercir com a professor.
El 1935 és nomenat mestre interí de l'Escola de Baró, on treballarà durant un curs escolar. L'any 1936 s'afilia al PSUC (Partit Socialista Unificat de Catalunya) i és nomenat Conseller de Treball i Obres Públiques de l'Ajuntament de Tàrrega. Juntament amb el Conseller de Cultura organitzen un curs escolar i ell s'encarrega d'una de les classes, amb uns 32 alumnes.
El 1938 el nomenen procurador del Tribunal Especial contra el Sabotatge i l'Alta Traïció a Tàrrega. Passà pel Tribunal Qualificador del CRIM de Manresa, on el destinen a un batalló de recuperació.

## El primer exili

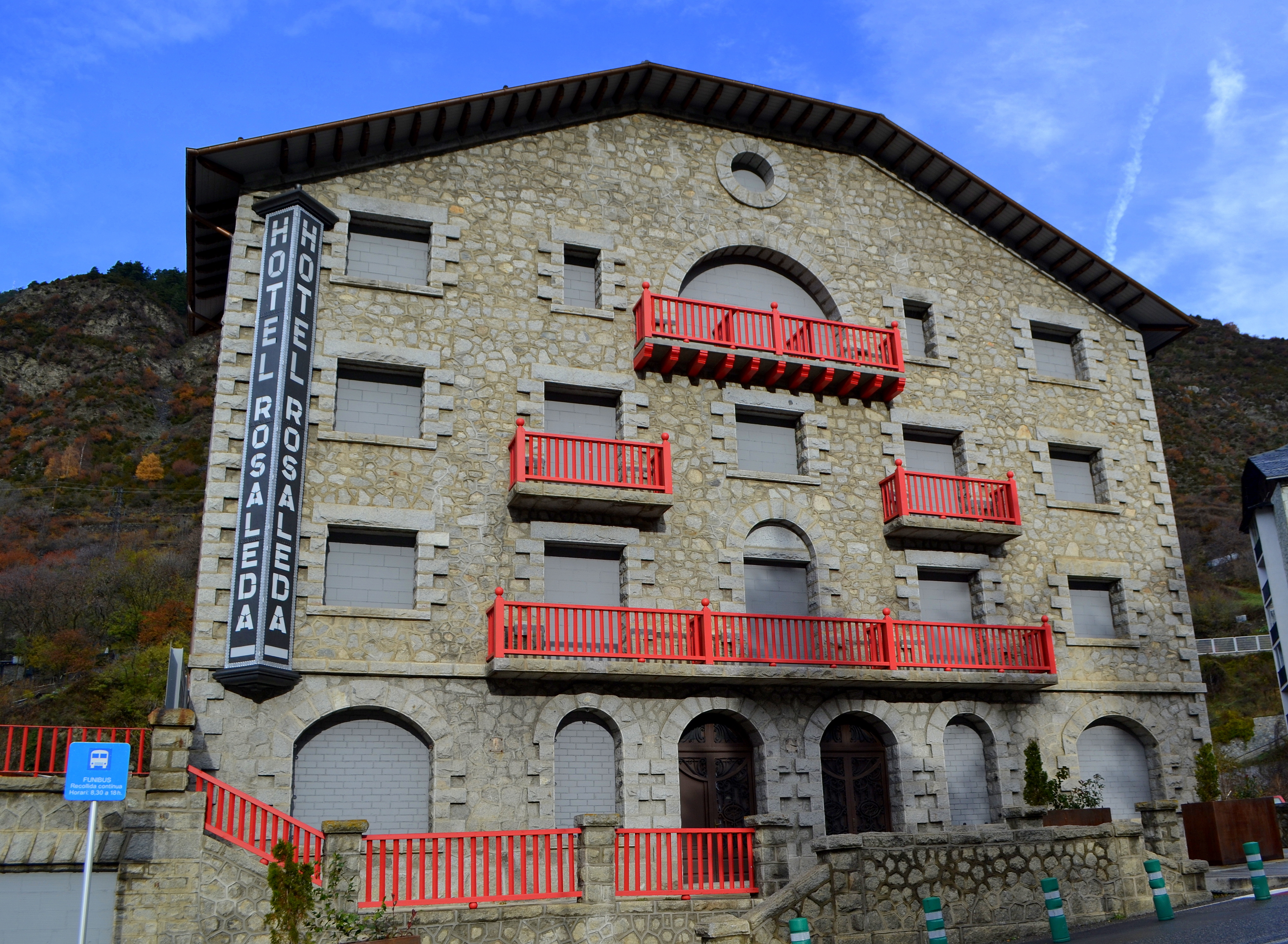
Hotel Rosaleda d'Encamp

El 1939 s'exilià a França al camp de concentració de Sant Cebrià, on fou membre del Comitè de Cultura del camp. Durant la seva estada al camp de concentració, el 19 de juliol neix a Barcelona el seu primer fill, Norbert. Un any després ingressà al camp de concentració d'Argelers, on fou cap de cuina per indicació del partit.
Formà part del grup dels 24 Treballadors Espanyols de Montpeirós.
L'any 1941 es trasllada a Andorra, per tal que no l'agafessin com a agent de la III Internacional. Allà es reuneix amb la seva dona i treballa de manobre a l'Hotel Rosaleda d'Encamp. Temps després de la seva arribada es reuní amb els seus pares i el seu fill Norbert, al que no coneixia.
Poc després el Consell de les Valls decretà l'expulsió de tots els indocumentats, i ell se salvà gràcies al fet que l'amagaren. Continuà guanyant-se la vida fent de mestre particular. El 14 d'agost del 1942 naixia la seva segona filla, la Meritxell.
En produir-se l'alliberament de França, Andorra passà una situació conflictiva amb la presència de Gendarmes francesos i la Guàrdia civil.
L'octubre del 1945 abandonen Andorra i s'instal·len a Perpinyà amb la seva dona i la seva filla Meritxell. El 1947 els quàquers el bequen amb un curs de ràdio, que li serviria per posteriorment tornar a Andorra el 1949 i obrir una botiga taller, amb l'ajuda econòmica dels seus pares. El negoci però, semblà no anar bé i haurà de plegar per tornar a exercir de mestre.
El 1950 inaugurà a Andorra la Vella l'Escola Particular. Inaugurada per mossèn Ramon Clua, hi assistiren personatges com Andreu Claret i Lluís Capdevila. L'escola restà oberta durant sis anys. Durant aquesta etapa pinta els seus primers quadres.

## Retorn a Catalunya
El 1956 tancà oficialment les portes de l'Escola particular i marxa d'Andorra per tornar a instal·lar-se a Catalunya, concretament a Santa Maria de Barberà. A Tàrrega instal·la la seva segona exposició i poc després a Lleida inaugura la tercera. Durant l'estiu del 1957 puja a Andorra per organitzar-ne una quarta, que a diferència de les dues primeres tingué un gran èxit de visitants i vendes.
Durant els cursos 1957-1958 i 1958-1959 fa de professor a Santa Maria de Barberà. Tot seguit va haver de buscar feina com a venedor de llibres a domicili, alhora que organitzava un altre grup actiu del PSUC.
El 1960 escriu la novel·la El pobre Jeroni on relata les experiències viscudes al camp de concentració de Sant Cebrià.

## Estada a la presó de Carabanchel
El 28 d'abril del 1964 és detingut per la Brigada Social, i condemnat, a dos anys per propaganda il·legal. Restà ingressat a la Presó de Carabanchel des del 12 de juliol del 1964 fins al 19 d'agost del 1965.
A la presó escriu la novel·la La Pau dins la Guerra, l'obra de teatre Un home de bona fe, i inicia el llibre L'art i la història.

## Retorn a l'exili
De retorn a Andorra per poder editar l'Anuari Guia Turístic i Comercial d'Andorra, s'associà amb Josep Mestre per posar en marxa l'empresa Publicitat Andogràfica (PAG). Junts gestionaren la llibreria l'Esquella, les Edicions del Mirador del Pirineu, Promotour, la impremta Tobira, Conserves Reina, i finalment Claror, entitat que va editar la revista Claror, entre els anys 1973-1975.
En aquest període publica el llibre de poemes De l'amor a la Terra Alta, La Pau dins la Guerra i La Llum fa nosa.
L'11 de novembre del 1973 rep el segon accèssit a l'Engalantina d'Or, als Jocs Florals celebrats a Mèxic per la seva poesia Neguits del Canigó.

## Segon retorn a Catalunya
Certes discrepàncies amb Josep Mestre, els obligaren a tancar els negocis conjunts i retorna a Tàrrega.
El 1978 mor la seva dona Maria Clua, afectada de càncer, ja malalta des del 1972.
Continua amb la seva tasca política a Tàrrega, entrant en la comissió municipal com a representant del PSUC. El curs 1978-1979 tornava a fer de mestre a Lleida, a Sant Martí de Maldà, i a Anglesola. Posteriorment es jubilà.
A partir del 1981 s'instal·la a Arcalís, un petit poble del Pallars Sobirà, on crea la Galeria Claror, on exposa les seves obres conjuntament amb les dels seus fills Quico i Enric.
El 4 de setembre es casa amb Maria Teresa Castellà.
El 1987 funda les Edicions Fundació Mirador on publica els seus llibres fotocopiats.
Mor el 23 de setembre del 1995 a la Clínica Montserrat de Lleida.

## Llegat
L'any 2015 la Biblioteca Nacional d'Andorra li dedicà un homenatge amb motiu del centenari del seu naixement. A la seva revista Ex-libris Casa Bauró. Fulls de Bibliografia, es varen incloure quatre articles dedicats a la seva figura. Durant la presentació del número Sergi Mas, amic personal, va relatar tot un seguit d'anècdotes viscudes amb l'homenatjat.

## Obra

### Novel·les
- La Pau dins la Guerra. Andorra la Vella: Mirador del Pirineu, 1970
- La llum fa nosa: novel·la. Andorra la Vella: Mirador del Pirineu ; Tàrrega: F. Camps Calmet, 1972
- La 113 (mecanoscrit inèdit)
- Farmàcia oberta o El Gran sopar (mecanoscrit inèdit)

### Novel·les curtes
- Vacances (inèdita)
- El pobre Jeroni (inèdita)
- La llibreta del mestre d'escola o Les llibretes del mestre (inèdita)
- El brillante (inèdita)

### Contes
- La ruca Perruca (inèdit)

### Poesia
- Poesia i visió d'Andorra. [S.l. : s.n.], 1956
- De l'amor a la Terra Alta. Andorra: Mirador del Pirineu, 1970
- Neguits del Canigó : poema líric d'en Norbert Orobitg i Carné. Andorra : Edicions Mirador del Pirineu, 1974

### Narració de costums
- El molí vell (inèdit)

### Publicacions periòdiques
- Anuari Guia Turístic i Comercial d'Andorra. Sant Julià de Lòria: PAG Publicitat Andorgràfica, 1968-1978
- Guia Principat d'Andorra: turisme, esports, comerç, espectacles. Andorra la Vella: Publicitat i Administració RR, [s.a.]
- Revista Claror (1973-1975)

### Autobiografia
- Per a la llibertat i la democràcia : autobiografia de Norbert Orobitg i Carné (1915-1995). Lleida: Institut d'Estudis Ilerdencs, 2001 (ISBN 84-89943-42-7)

### Altres publicacions
- Mini guide touristique de Andorra: agenda, histoire, géographie, itinéraires touristiques, photos carte. Andorra la Vella: Edicions Turístiques, [197?]
- Andorra en la mano. Andorra: PAG Publicitat Andorgràfica [1971]
- Memorandum. [S.l. : s.n.], 1993?
- Col·lecció de les col·laboracions al Poble Andorrà : poesia i prosa : cara i creu d'una mateixa moneda, i itineraris turístics, segueix-me i veuràs. Arcalís: Fundació Mirador Arcalís, [s.a.]